# Kate Christensen
Kate Christensen (California, 22 agosto 1962) è una scrittrice statunitense.

## Biografia
Nata in California nel 1962, vive e lavora a Brooklyn.
È autrice di sei romanzi e due memoir culinari oltre ad interventi su quotidiani e riviste come Elle.
Nel 2008 ha vinto con il romanzo Il grande uomo il prestigioso PEN/Faulkner per la narrativa.

## Opere

### Romanzi
- (1999) In the Drink
- (2001) Jeremy Thrane
- (2004) Il lamento di Epicuro (The Epicure's Lament), Vicenza, Neri Pozza ISBN 88-7305-996-1
- (2008) Il grande uomo (The Great Man), Vicenza, Neri Pozza ISBN 978-88-545-0258-1
- (2009) Trouble
- (2011) The Astral

### Memoir di cucina
- (2013) Blue Plate Special: An Autobiography of My Appetites
- (2015) How To Cook A Moose: A Culinary Memoir